# 'Ndrina Lamalfa
Gli Albano-Lamalfa sono una 'ndrina che opera a San Ferdinando.

## Storia

### Anni '90
Il 18 marzo 1990 viene sequestrato a Gioia Tauro il tredicenne Michele Arcangelo Tripodi, figlio di Rocco Tripodi, affiliato ai Lamalfa.
Il corpo verrà ritrovato 7 anni, il 14 luglio 1997 dopo grazie ai pentiti Annunziato e Salvatore Raso.
Rocco Tripodi verrà ucciso ad ottobre del 1990, probabilmente per contrasti in seno alla sua 'ndrina che neanche la morte del figlio hanno placato.